# Soñar es gratis
Soñar es gratis es el primer EP del grupo costarricense de Rock latino y ska llamado Percance. El disco fue lanzado en el 2007 y posteriormente reeditado y relanzado en 2009 con el nombre de Soñar Es Gratis (Edición Especial).
Contiene 5 canciones, de las cuales 3 fueron sencillos con vídeo, logrando una muy buena aceptación en las radios y canales musicales locales. 

## Listado de canciones
1. "No vuelvas" – 4:45
2. "Sin pensarlo" – 4:01
3. "Cursi canción" – 3:49
4. "13 botellas" – 3:38
5. "Me lo tomo todo" – 3:33

## Videoclips
1. "Sin pensarlo" – 2007
2. "Me lo tomo todo" – 2008
3. "No vuelvas" – 2009

## Edición especial
En el 2009 el EP fue reeditado con una edición especial, el cual contiene las 5 canciones y un disco adicional con los vídeos de No vuelvas, Sin pensarlo y Me lo tomo todo.
- Datos: Q9079216